# 2641 Lipschutz
2641 Lipschutz eller 1949 GJ är en asteroid i huvudbältet, som upptäcktes 4 april 1949 av Indiana Asteroid Program vid Indiana University Bloomington med Goethe Link Observatory. Asteroiden har fått sitt namn efter Michael E. Lipschutz.
Asteroiden har en diameter på ungefär 8 kilomeeter.